# Arenella (Naples)
Pour les articles homonymes, voir Arenella.
L'Arenella est un quartier de Naples, faisant partie de la Cinquième municipalité de la commune, avec le quartier du Vomero. L'Arenella est limitée au sud par le Vomero, à l'ouest par le quartier Soccavo, au nord par Chiaiano et aussi un peu par le quartier San Carlo all'Arena, à l'est elle confine aux quartiers Stella, Avvocata, et, seulement le long de quelques mètres, au quartier Montecalvario. Le quartier est situé à plus de 300 mètres d'altitude (et à 465 mètres pour le haut de la colline des Camaldules). Il comptait plus de 72 000 habitants en 2015.

## Étymologie

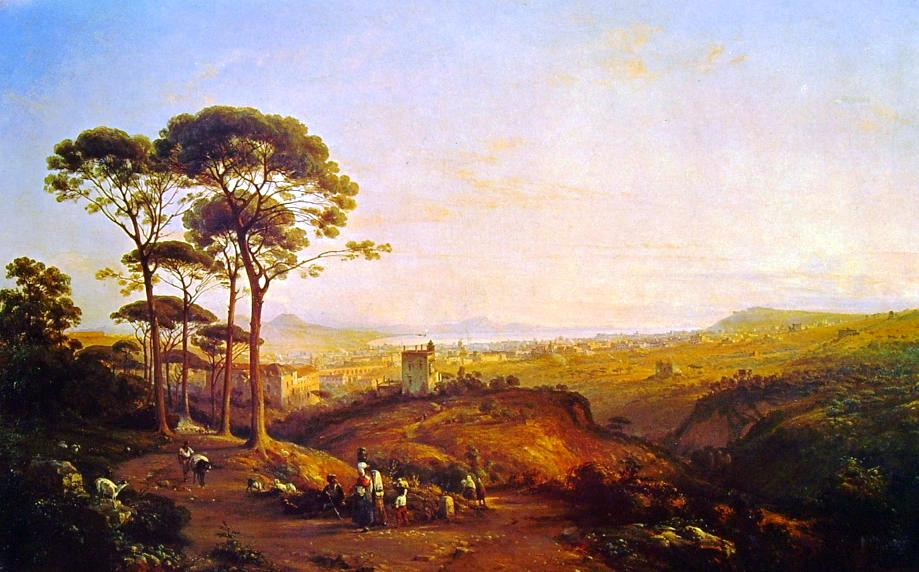
Teodoro Duclère - Naples vue de la Conocchia (vue des collines Aminei et de l'Arenella)

L'origine de ce nom serait lié au fait qu'à l'époque grecque de la cité parthénopéenne, il existait à cet emplacement une petite place en forme d'arène (près de l'actuelle piazza Muzij), où se tenaient les jours de marchés et où avaient lieu les grandes manifestations civiles et religieuses.
Cette zone de collines (avec la colline de l'Arenella) était encore rurale au début du XXe siècle.

## Monuments et lieux remarquables

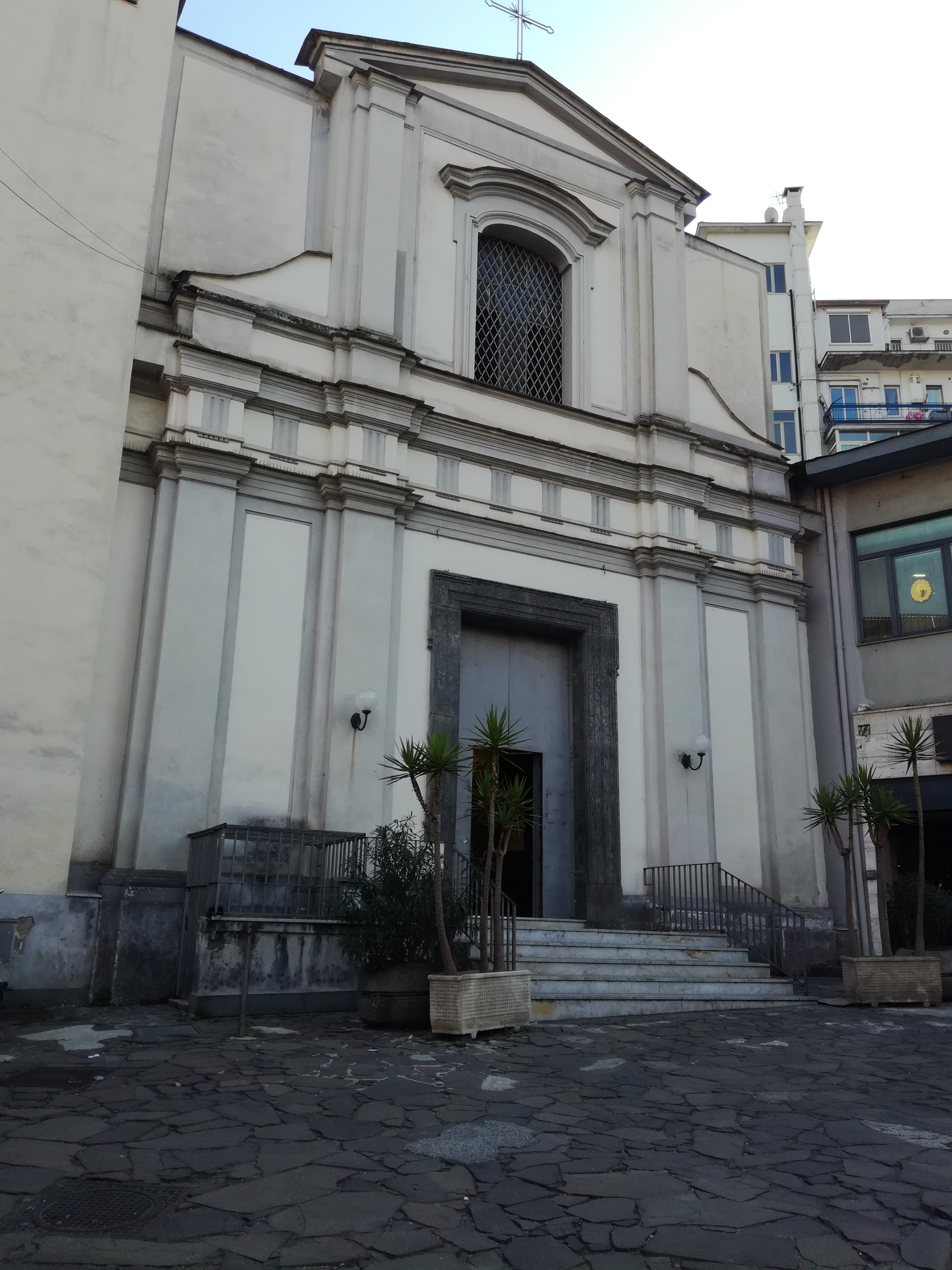
L'église de l'Archiconfrérie de Santa Maria del Soccorso all'Arenella.

C'est à proximité de la piazzetta Arenella, dans un petit quartier de maisons entourant l'église Santa Maria del Soccorso all'Arenella (1607), que se trouvait la maison natale du peintre Salvator Rosa, vieille ferme, sur le mur de laquelle l'on fit apposer une plaque commémorative, le 20 octobre 1876; mais en 1938, le vieux bâtiment fut détruit avec des vieilles maisons alentour, afin d'assainir le quartier et d'élargir le rione Arenella, tout en construisant des immeubles neufs. En février 1933, l'on fit ériger sur la place Arenella une statue de bronze de l'artiste, sur le modèle d'une statue d'Achille d'Orsi de 1871. Elle se trouve depuis 1963 au milieu de la piazza Francesco Muzii, tout près de la piazzetta Arenella.
Outre l'église Santa Maria del Soccorso, autour de laquelle se regroupaient les maisons du village à l'origine, le quartier comprend l'église de l'Archiconfrérie de Santa Maria del Soccorso all'Arenella, bâtie en 1704, l'église Santa Maria della Provvidenza, bâtie en 1794 et l'église Sant'Anna all'Arenella, construite en 1900, alors que l'endroit voit arriver des flux de nouveaux habitants. Dans la première moitié du XXe siècle, l'Arenella connaît un énorme « boum » démographique. C'est de cette époque de constructions frénétiques que date le complexe paroissial Santa Maria della Rotonda et la nouvelle chapelle Cangiani.
On remarque aussi dans le quartier l'une des deux statues dédiées à Totò et inaugurée le 17 avril 1999, dans la zone de Rione Alto.
L'Arenella possède aussi une vaste zone hospitalière avec la polyclinique universitaire et la faculté de médecine, pharmacie et biotechnologie de l'université Frédéric-II de Naples, ainsi que l'hôpital Antonio Cardarelli, l'hôpital Pascale, l'hôpital Cotugno, et l'hôpital Monaldi. C'est à l'Arenella aussi que se trouve le centre de recherche du Conseil national de recherches (CNR) du Tigem (Istituto Telethon di Genetica e Medicina).
Le parc urbain des Camaldules (sur la colline des Camaldules) est un lieu de promenade privilégié des habitants du quartier.